# Действуй, сестра
«Действуй, сестра» — американская комедия Эмиля Ардолино 1992 года с Вупи Голдберг в главной роли.

## Сюжет
Не слишком удачливая эстрадная певица Делорис Ван Картье — любовница Винса, владельца казино в Лас-Вегасе — не подозревает, что её избранник не только бизнесмен, но и гангстер, хорошо известный в криминальных кругах. Она понимает это слишком поздно — когда становится свидетельницей его преступления. В рамках программы защиты свидетелей полиция прячет Делорис от преследователей в таком месте, где её никогда не станут искать — в монастыре Святой Екатерины в Сан-Франциско, к большому её сожалению, не мужском.
Настоятельница монастыря неосмотрительно включает новоиспечённую «сестру» в монастырский хор. Монахини поют прилежно, но крайне неумело, слушать звучание этого хора — сущая пытка. Не выдержав её, Делорис, всё-таки профессиональная вокалистка, берёт бразды правления в свои руки. Трудолюбия монахиням не занимать, всё, что им было нужно — это грамотный музыкальный руководитель. Проблема — с точки зрения матери-настоятельницы — состоит в том, что новый стиль монастырского хора, вобравший в себя и спиричуэлс, и диско, и рок-н-ролл, представляется ей как-то уж слишком рискованным. Однако все остальные в восторге — и сами хористки, наконец-то зазвучавшие как настоящий вокальный коллектив, и молодые служки, и с каждым днём прибывающие в численности прихожане, и даже священник.
Сестра Мэри Кларенс (так «для прикрытия» назвали Делорис) расшевелила весь монастырь, заставила монахинь выйти на улицы и служить Богу не только молитвами, но и добрыми делами. Постепенно святая обитель становится культурным центром для не слишком благополучного района, а послушать богослужебные песнопения в современном эстрадном стиле заходят в храм даже рокеры.
Необычайная популярность монастыря привлекла журналистов, и теперь про монастырь многие узнали. Воскресную мессу во время визита в Калифорнию собрался посетить сам Папа Римский. Однако, после утечки информации из полицейского участка, гангстеры узнали, где искать нежелательного свидетеля…

## В ролях
- Вупи Голдберг — Делорис Ван Картье / сестра Мэри Кларенс
- Харви Кейтель — Винс, гангстер и любовник Делорис
- Билл Нанн — Эдди Саузер, лейтенант полиции
- Джим Бивер — детектив Кларксон
- Мэгги Смит — мать-настоятельница
- Кэти Наджими — сестра Мэри Патрик
- Мэри Уикс — сестра Мэри Лазарь
- Уэнди Маккена — сестра Мэри Роберт
- Эллен Альбертини Дау — сестра Альма, пианистка, концертмейстер хора

## Ремейк
Студия Disney задумала снять ремейк комедии «Действуй, сестра». Было объявлено, что производством займётся продюсер Алли Шермур («Золушка»), а также сценаристы Карен МакКулла и Кирстен Смит («10 причин моей ненависти», «Голая правда»).
На данный момент о процессе производства ничего не известно.